# Green Party (Vereinigte Staaten)
Die Green Party of the United States (GPUS) ist die Grüne Partei in den Vereinigten Staaten von Amerika. Sie ging im Jahr 2001 aus der Association of State Green Parties (ASGP) hervor, die im Jahr 1996 gegründet wurde. Nach ihrer Gründung wurde die GPUS zur bedeutendsten grünen Organisation in den USA. Die Partei wurde vor allem durch Ralph Naders Kandidatur für die Präsidentschaftswahlen 2000 bekannt, als dieser 2,7 % der Stimmen erhielt.

## Strukturen
Die Grünen gehören zu den sogenannten Third Partys. Neben den beiden Major Partys (Demokraten und Republikaner) zählen zu diesen mehr oder weniger überregional bedeutenden Parteien noch die Constitution Party, die Libertarian Party und die Reform Party.
Es gibt zwei Organisationen der Green Party in den USA: Erstens die Green Party of the United States (oft abgekürzt GPUS), die offiziell vom Party Committee der Federal Election Commission anerkannt wird. Zweitens die viel kleinere Greens/Green Party USA (üblicherweise G/GPUSA abgekürzt). Beide Organisationen vertreten gemeinsame Grundwerte und haben gemeinsame Ursprünge, aber ihre Strukturen und politische Plattformen sind unterschiedlich. Im Gegensatz zu den meisten anderen grünen Parteien weltweit haben Vertreter der Green Party of the United States fast ausschließlich bei Kommunalwahlen Erfolge verzeichnen können. Dabei wiederum haben die meisten Kandidaten als unabhängige Kandidaten Ämter erreicht. Der „ranghöchste“ grüne Amtsinhaber war John Eder von 2002 bis 2006. Er war Mitglied des Parlaments des Bundesstaates Maine.
Die Partei hat 335.000 registrierte Mitglieder. Die Grünen treten für eine Dezentralisierung und mehr lokale Autonomie ein, was mit ihrem Selbstverständnis als basisdemokratische Partei mit flachen Hierarchien übereinstimmt.

## Zehn Grundprinzipien
Die 10 „Key Values“ der Partei beinhalten und erweitern die „4 Säulen der Grünen Partei“: Frieden, Ökologie, soziale Gerechtigkeit und Demokratie. Diese vier Säulen haben ihren Ursprung in Europa und werden weltweit von grünen Parteien akzeptiert.
1. Basisdemokratie („Grassroot Democracy“)
2. Soziale Gerechtigkeit und Chancengleichheit
3. Ökologische Weitsicht
4. Gewaltlosigkeit
5. Dezentralisation
6. Wirtschaftliche Gerechtigkeit („Community-Based Economics“)
7. Feminismus und Geschlechtergerechtigkeit
8. Respekt vor der Vielfalt
9. Persönliche und globale Verantwortlichkeit
10. Zukunftsorientierung und Nachhaltigkeit

Die Global Greens Charter (Globale Grünen-Charta), die 2001 in Australien von den meisten grünen Parteien unterzeichnet wurde, basiert wiederum auf den 10 „Key Values“ und den „4 Säulen“, wurde aber auf 6 Prinzipien gekürzt.

## Geschichte

### Bis 1999

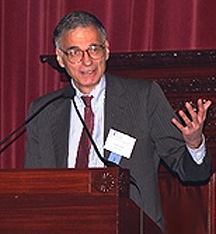
Ralph Nader

Bei einer Zusammenkunft verschiedener grüner Organisationen in Albuquerque, New Mexico 1995 wurde der Vorschlag angenommen, in 40 Bundesstaaten einen Kandidaten aufzustellen. Sie überredeten Ralph Nader, für die Grünen bei den Vorwahlen in Kalifornien anzutreten. Er dachte auch darüber nach, bei Vorwahlen in anderen Staaten anzutreten, konnte aber durch sein auf 5000 Dollar begrenztes Budget nur eine limitierte Kampagne fahren. Er wählte Winona LaDuke als seine Vizepräsidenten-Kandidatin. Bei der Wahl standen beide in 21 Staaten auf dem Wahlzettel und erhielten 685.128 Stimmen (0,7 %).
Als Nachwirkung der Wahl bildeten 1996 Vertreter von 13 grünen Parteien in den einzelnen Bundesstaaten die Association of State Green Partys (ASGP). Obwohl sich die ASGP auf themenbezogene Aktivitäten konzentrierte, begann sie sich verstärkt um die Kandidatur von Grünen für Ämter zu kümmern. In den Jahren 1997 bis 1999 gründeten sich immer mehr lokale und bundesstaatliche grüne Parteien und Gruppierungen. Viele von ihnen schlossen sich der ASGP oder der Greens/Green Party USA (G/GPUSA) an.
Mit der Kalifornierin Audie Bock wurde 1999 erstmals eine Grüne in ein Bundesstaats-Parlament gewählt, sie trat aber aus der Grünen Partei aus und wechselte später zu den Demokraten.

### Präsidentschaftswahlen 2000 und Spaltung
Im Jahr 2000 stellten die Grünen erneut Ralph Nader und Winona LaDuke als Kandidaten für das Präsidenten- bzw. Vizepräsidentenamt auf. Diesmal standen sie in 44 Bundesstaaten auf dem Wahlzettel und erhielten 2.882.897 Stimmen (2,7 %). Nader und die Grüne Partei wurde von Dokumentarfilmer Michael Moore unterstützt.
Während des Wahlkampfs 2000 wurde eine Vereinbarung mit der G/GPUSA getroffen um die Parteistrukturen dahingehend abzustimmen, dass sich die ASGP mehr auf die Wahlpolitik beschränkt, während sich die G/GPUSA auf themenbezogene Aktivitäten konzentrieren sollte. Der sogenannte „Boston-Vorschlag“ wurde von den Mitgliedern der ASGP beim nächsten Parteitag angenommen, während er beim Parteikongress der G/GPUSA im April 2001 keine Mehrheit fand. Dort führte die Abstimmung sogar zur Spaltung der Partei, bei der mehrere prominente Mitglieder austraten und später The Green Alliance gründeten. Die ASGP änderte daraufhin ihren Namen in die heutige Form „Green Party of the United States“ und übernahm die Mehrheit der verbliebenen ehemaligen G/GPUSA-Mitglieder. Ihr wurde daraufhin der Status als offizielles „National Committee of the Green Party“ vom Federal Election Committee zuerkannt. Die G/GPUSA, geführt von einigen Gegnern des „Boston-Vorschlags“, existiert heute nicht mehr als Partei, sondern als nationale gemeinnützige Organisation.
2002 wurde John Eder in das Repräsentantenhaus von Maine gewählt. Eders Parteienbezeichnung auf dem Wahlzettel war „Green Independent“, weil er der „Maine Green Independent Party“ angehörte. 2004 wurde Eder wiedergewählt, obgleich eine Neueinteilung der Wahlbezirke seine Wiederwahl gefährdete.

### Präsidentschaftswahlen 2004
Im Frühling 2003, im Vorfeld der Wahlen des Jahres 2004, begann eine hitzige Debatte über die Strategie der Partei für die Präsidentschaftswahlen. Demokraten, liberale Aktivisten und Journalisten rieten und versuchten, die Partei zu überzeugen, nicht erneut Ralph Nader als Kandidaten zu unterstützen, um die liberale Wählerschaft möglichst geschlossen hinter dem Demokratischen Kandidaten zu versammeln und nicht auf mehrere Kandidaten aufzuteilen.
Als Antwort veröffentlichte der Vize-Vorsitzende der Partei, Ben Manski, mit Unterstützung eines breiten landesweiten Querschnitts von Grünen die Erklärung „Green & Growing: 2004 in Perspective“. Die 158 Unterzeichner erklärten: „Wir halten es für unabdingbar, eine energische Präsidentschaftskampagne zu führen.“ Als Hauptgrund führten sie die Notwendigkeit an, Zugang zu Wählerstimmen und -Vertrauen für die Grüne Partei zu erlangen, um die Grüne Partei als unabhängige Partei zu definieren und die Fehler der Demokratischen Partei in deren Politik kritisieren zu können.
Andere prominente Grüne, unter ihnen Ted Glick und seine „A Green Party Safe States Strategy“, appellierten an die Partei, eine Strategie der Vermeidung der „Swing States“ zu verfolgen. Das hieße, die eigene Kampagne auf Bundesstaaten zu konzentrieren, in denen eine der beiden großen Parteien in den Wählerumfragen einen relativ sicheren Vorsprung hatte, also auf die sog. „Safe States“. Demokraten bzw. Republikaner würden ihre Kampagne deshalb auf die sog. „Swing States“, d. h. unsicheren Staaten, konzentrieren.
Am 24. Dezember 2003 erklärte Ralph Nader, dass er nicht versuchen würde, sich als Kandidat der Grünen Partei aufstellen zu lassen. Im Februar 2004 jedoch gab er seine Absicht bekannt, für das Präsidentenamt zu kandidieren und dafür die Unterstützung (anstatt einer Nominierung) von den Grünen und anderen sog. Third Partys für seine Präsidentschaftskandidatur zu erlangen. Mehrere Grüne, unter anderem Peter Camejo und Lorna Salzmann, unterstützten dieses Vorhaben, Camejo akzeptierte später die Position, als Naders Vizepräsident zu kandidieren (was aber nicht zu einem Bruch mit der Partei führte).
Auf der „Green National Convention“ am 26. Juni wurde David Cobb nominiert, gegen eine nicht unbedeutende Minderheit die keinen eigenen Kandidaten zugunsten einer Unterstützung der Kandidatur Naders wollte. Cobb versprach, sich auf den Aufbau der Partei zu konzentrieren. An seiner Seite wurde Pat LaMarche als Vizepräsidentschaftskandidat gewählt. Cobb und Nader hatten unterschiedliche Strategien: Während Cobb sich auf die „Safe States“ konzentrieren wollte, um einen Bush-Sieg möglichst zu vermeiden, versuchte Nader, in allen Staaten anzutreten.
Die Wahlergebnisse waren erheblich schlechter als 2000, als Nader für die Grünen kandidierte und 2.882.000 Stimmen erhielt. 2004 erhielt Nader (als unabhängiger Kandidat, aber mit dem Grünen Peter Camejo als Vize-Kandidaten) 465.650 Stimmen während das Duo Cobb/LaMarche 119.859 Stimmen erhielten. Cobb-LaMarche stand in 28 der 51 Staaten auf den Wahlzetteln, Nader-Camejo in 35 Staaten. Aber viele Grüne waren nicht über das schlechte Wahlergebnis enttäuscht, weil die Grüne Partei durch den Wahlkampf in weiten Teilen des Landes erheblich gewachsen war, sowohl was die Anzahl der „Affiliates“ (also der eigenständigen Grünen Parteien in den einzelnen Staaten) als auch die Anzahl der Kandidaten für Kongress, Staatsparlamente und lokale Ämter angeht.
Zwei Unterstützer Camejos, Carol Miller und Forest Hill, schrieben nach dem Parteitag mehrere Artikel, unter anderem Rigged Convention, Divided Party, in denen sie die Wahl als undemokratisch bezeichneten. Andere Grünen-Mitglieder antworteten, dass die Analyse der beiden in den Artikeln grundsätzliche Fehler enthielt, die verzerrte Ergebnisse hervorbrachte. Eine solche Antwort war die von Greg Gerrit, dem Generalsekretär der Partei, der selbst das Buch Green Party Tempest herausgab.

### Seit 2006
Ein Erfolg der Grünen Parteien im Jahr 2006 war die Wahl von Gayle McLaughlin als Bürgermeisterin von Richmond in Kalifornien. Bei den Präsidentschaftswahlen 2012, 2016 und 2024 trat jeweils Jill Stein als Kandidatin der Grünen an und erhielt dabei 0,4 % (2012), 1,1 % (2016) bzw. 0,45 % (2024) der Stimmen. Bei der Präsidentschaftswahl im Jahr 2020 hatte Howie Hawkins 0,3 % erzielt. 2016 stellte Mark Salazar einen neuen Rekord für einen Kandidaten der Grünen bei den Kongresswahlen auf. Im 8. Kongresswahlbezirk von Arizona erhielt er 31,4 % der Stimmen gegen Amtsinhaber Trent Franks (Republikaner).

## Präsidentschaftswahlergebnisse
Die US-amerikanischen Grünen kandidieren seit 1996 mit eigenen Kandidaten bei der Präsidentschaftswahl. Bisher blieben alle auf einem hinteren Platz beim sogenannten Popular Vote und somit ohne Sitz im Wahlmännerkollegium. Das bisher höchste Ergebnis erzielten Ralph Nader und Winona LaDuke bei der Wahl im Jahr 2000  mit 2,7 % der Stimmen.

## Struktur
Die Spitze der Partei bildet ein 7-köpfiges Gremium, der sog. „National Co-Chair“ (vergleichbar dem Parteirat von Bündnis 90/Die Grünen). Zusammen mit dem Sekretär und dem Schatzmeister bildet der Parteirat das „Steering Committee“ (Führungskomitee). Sie sind von den Delegierten gewählt worden. Diese wiederum repräsentieren die angegliederten Mitglieds(bundes)staaten des „Green National Committee“.

## Geographische Verteilung und Erfolge
Die Partei hat ihre meisten Unterstützer an der Pazifikküste, bei den Großen Seen und im Nordosten der USA, wie aus einer Übersicht der gewählten Grünen in einem Amt hervorgeht. So waren etwa im Jahr 2004 von landesweit 204 gewählten grünen Abgeordneten 67 aus Kalifornien, die allerdings alle als unabhängige Kandidaten auf den Wahlzetteln standen.
- 2000 bekam Ralph Nader bei seiner Kandidatur für die Grünen in Kalifornien 405.722 Stimmen (insgesamt errang er 2.882.000).
- Bei den Gouverneurswahlen 2002 in Kalifornien bekam der grüne Kandidat Peter Camejo in San Francisco mehr Stimmen als der republikanische Kandidat.
- Der Grüne Matt Gonzales, der Präsident des „Board of Supervisors“ in San Francisco war, unterlag nur knapp bei der Bürgermeisterwahl 2003 (obwohl solche Ämter mit offiziell unabhängigen Kandidaten besetzt werden).
- Jason West, Bürgermeister in New Paltz, New York gelangte 2004 zu nationaler Bekanntheit, als er hintereinander 25 gleichgeschlechtliche Ehen schloss.
- John Eder, von 2002 bis 2006 im Parlament von Maine, war der höchste Abgeordnete der Grünen in den USA.
- Die Alaska Green Party hat die höchste Pro-Kopf-Anzahl an Grünen. Sie erreichte bei den Präsidentschaftswahlen 2000 einen Stimmenanteil von 10 %.
- Die größte Stadt der Vereinigten Staaten mit einer Bürgermeisterin von den Grünen ist Richmond (Kalifornien). Dort ist Gayle McLaughlin 2006 und 2009 gewählt worden.
- Richard Carroll wurde 2008 in das Repräsentantenhaus von Arkansas gewählt, ist aber seit dem 29. April 2009 bei der demokratischen Partei registriert.
- Rebekah Kennedy erreichte bei der Wahl zum US-Senat in Arkansas 2008 20,6 % der Stimmen.

## Liste der Präsidentschaftskandidaten
- 1996: Ralph Nader und Winona LaDuke 685.128 Stimmen
- 2000: Ralph Nader und Winona LaDuke 2.882.000 Stimmen
- 2004: David Cobb und Pat LaMarche 119.859 Stimmen
- 2008: Cynthia McKinney und Rosa Clemente 161.603 Stimmen
- 2012: Jill Stein und Cheri Honkala 469.628 Stimmen
- 2016: Jill Stein und Ajamu Baraka 1.450.967 Stimmen
- 2020: Howie Hawkins und Angela Walker 405.035 Stimmen
- 2024: Jill Stein und Butch Ware  862.049 Stimmen

## Liste der Parteitage (National Convention/Congress)
- 2000 – Denver, Colorado
- 2001 – Santa Barbara, Kalifornien
- 2002 – Philadelphia, Pennsylvania
- 2003 – Washington, DC
- 2004 – Milwaukee, Wisconsin
- 2005 – Tulsa, Oklahoma
- 2006 – Tucson, Arizona
- 2007 – Reading, Pennsylvania
- 2008 – Chicago, Illinois
- 2009 – Durham, North Carolina
- 2010 – Detroit, Michigan
- 2011 – Alfred (New York)
- 2012 – Baltimore, Maryland
- 2013 – Iowa City, Iowa
- 2016 – Houston, Texas[11]